# Lucas Piazón
Lucas Domingues Piazón (São Paulo, 20 de janeiro de 1994) é um futebolista brasileiro que atua como meia-atacante. Atualmente está no Wieczysta Kraków.
Piazón chamou a atenção de muitos clubes do mundo desde os 15 anos, quando começou a se destacar nos torneios internacionais juvenis em que o time juvenil do São Paulo participou. Quem ganhou a disputa pelo seu passe foi o Chelsea. O clube inglês o contratou em janeiro de 2011, mas por questões burocráticas dos ingleses, só pode chegar ao clube de fato em janeiro do ano seguinte, quando completou 18 anos. Na primeira metade da temporada de 2012/13 conseguiu aparecer com certa frequência no time titular do Chelsea, porém acabou emprestado em janeiro de 2013. Sem espaço no elenco do Chelsea na temporada 2013-14, Piazon foi ao Eintracht Frankfurt da Alemanha, por um ano. Para a temporada 2014-15 foi emprestado ao clube alemão por um ano.
Em 31 de agosto de 2015, Piazón foi cedido pelo Chelsea para o Reading em um empréstimo válido por uma temporada. Em 11 de setembro de 2015, Piazón fez sua estreia pelo Reading, substituindo Matěj Vydra aos 32 minutos do segundo tempo. Em sua primeira partida deu uma assistência para Oliver Norwood marcar no triunfo por 5-1 contra o Ipswich Town. Em 26 de setembro, ele marcou seu primeiro gol pelo Reading em uma vitória por 2-1 sobre o Burnley. Por consequência, foi para seu quinto empréstimo, ao Fulham.

## Carreira

### Coritiba
Nascido em São Paulo em janeiro de 1994, começou sua carreira futebolística, em 2001, no mirim do Coritiba, depois que sua família se mudou para a capital paranaense.

### Atlético Paranaense
O Atlético-PR fez uma proposta ao garoto, que assinou em 2007 um contrato com o Furacão. Em sua nova equipe, Piazón cresceu ainda mais como futebolista. Com porte físico adequado já aos 14 anos e fundamentos melhores trabalhados, passou a ter grandes atuações em competições regionais da categoria, sendo também artilheiro em boa parte delas.
O auge de sua forma pelo Atlético aconteceu no final de 2008, durante a disputa da Copa do Brasil Sub-15, também conhecida como Copa Londrina.

### São Paulo
O São Paulo ofereceu um contrato e levou Lucas para a capital paulista no final de 2008. Em março de 2009 foi um dos destaques do tricolor na conquista do torneio Brasil-Japão, faturado sobre o Corinthians nos pênaltis.
Logo em seguida, Piazón defendeu o tricolor na fase nacional da Copa Nike Sub-15. Na primeira etapa marcou três gols em cinco jogos, ajudando o São Paulo a se classificar para o quadrangular final depois de um empate com o Pão de Açúcar e vitórias contra o Desportivo Brasil, Coritiba, Grêmio Barueri e Internacional. Ao lado dos meias Mirrai e Bruno Lamas, continuou sendo decisivo na etapa posterior. No primeiro jogo, ele fez o gol da vitória de 1 a 0 contra o Flamengo. Na sequência, contra o Sendas, anotou mais um na vitória por 2 a 0 e ajudou a equipe no empate de 1 a 1 com o Pão de Açúcar, resultado que garantiu o título invicto do São Paulo e uma vaga na "versão internacional" do torneio.
Em agosto, na disputa da Manchester United Premier Cup, a fase internacional da Copa Nike, na primeira partida, contra os Red Devils marcou um na vitória do tricolor por 3 a 0. Depois, voltou a marcar nos 5 a 2 contra o Gamba Osaka, passou em branco na derrota por 2 a 1 contra o Paris Saint Germain, e marcou o gol de honra nos 2 a 1 sofridos ante o Arsenal.
Mesmo com duas vitórias e duas derrotas, o São Paulo avançou ao mata-mata, fase em que enfrentou e derrotou o Atlético de Madrid por 3 a 0, com mais dois gols de Lucas. Na sequência, contra o Right to Dreams, de Gana, Piazón passou em branco na vitória por 2 a 0. Na final contra o Werder Bremen, Lucas não marcou, mas com uma boa atuação, o São Paulo foi campeão.

### Chelsea
No dia 15 de março de 2011, Lucas Piazón foi negociado pelo São Paulo junto ao Chelsea da Premier League, primeira divisão do futebol inglês, que pagou 7,5 milhões de euros, dinheiro esse que 80% (6 milhões de euros) fica com o clube paulista e os restantes 20% serão repassados aos familiares do atleta e ao empresário Giuliano Bertolucci. A transferência confirmou que Lucas não viria a jogar profissionalmente em nenhum clube brasileiro.
Fez sua primeira partida em um amistoso de juniores contra o Arsenal, depois ainda jogou contra Charlton e Swansea marcando dois golaços pelo time reserva dos blues. Na sua primeira temporada com o Chelsea, Piazón foi eleito o melhor jovem do clube, depois de ser um dos destaques do time na conquista da FA Youth Cup, durante a temporada ele também realizou alguns treinamentos na equipe principal e foi relacionado para dois jogos por André Villas-Boas, mas não chegou a atuar. Entrou na lista de relacionados para o Mundial de Clubes da FIFA no final do ano de 2012. Ainda jogou pelo time principal em jogos da Copa da Liga Inglesa e no Campeonato Inglês, participando de gols com assistências e boas jogadas quando esteve em campo.

### Málaga
No dia 15 de janeiro de 2013, Chelsea confirma sua saída para o Málaga, da Espanha, por empréstimo até o final da temporada. Ele fez sua estreia em 24 de janeiro de 2013, entrando como substituto na derrota por 4 a 2 em casa, nas quartas-de-final da Copa del Rey, contra o Barcelona. Em 16 de fevereiro, ele deu uma assistência para o gol de Javier Saviola na vitória por 1 a 0 em casa contra o Athletic Bilbao. Em 9 de março de 2013, Piazón fez sua segunda assistência pelo Málaga com uma grande bola a partir de uma cobrança de falta que encontrou Martín Demichelis, que finalizou e marcou em um empate por 1 a 1 contra o Valladolid.

### Vitesse
Sem espaço no elenco do Chelsea na temporada 2013-14, Piazón foi emprestado ao Vitesse da Holanda, por um ano.

### Eintracht Frankfurt
Para a temporada 2014-15 foi emprestado ao clube alemão por um ano.

### Reading
Em 31 de agosto de 2015 Piazón foi cedido pelo Chelsea para o Reading em um empréstimo válido por uma temporada. Em 11 de Setembro de 2015, Piazón fez sua estreia pelo Reading substituindo Matěj Vydra aos 32 minutos do segundo tempo. Em sua primeira partida deu uma assistência para Oliver Norwood marcar no triunfo por 5-1 contra o Ipswich Town. Em 26 de setembro, ele marcou seu primeiro gol pelo Reading em uma vitória por 2-1 sobre o Burnley.

### Botafogo
Em 10 de março de 2022, Piazón foi anunciado pelo Botafogo, cedido pelo Braga, de Portugal, clube detentor dos direitos econômicos do atleta. O Botafogo anunciou a contratação do jogador via redes sociais, cujo contrato é de empréstimo até o meio de 2023.
Lucas Piazón precisou de três jogos para marcar o primeiro gol pelo Botafogo. O camisa 43 entrou no intervalo na vitória do Alvinegro por 3 a 0 sobre o Ceilândia, na noite de 20 de abril de 2022, no jogo de ida da terceira fase da Copa do Brasil.
A passagem de Lucas pelo Botafogo foi apagada, deixando o clube ao fim de seu contrato e retornando ao Braga, de Portugal - O Fogão não acionou a cláusula de compra de 1,8 milhão de euros (R$ 9,4 milhões, na cotação atual). Piazon fez 33 jogos desde que chegou ao Botafogo e marcou dois gols.

### AVS
No dia 25 de julho de 2024, Piazón assinou com o AVS, da Primeira Liga. O contrato é válido por uma temporada.

### Wieczysta Kraków
Em 20 de agosto de 2025, o Wieczysta Kraków, da Polônia, anunciou a contratação de Lucas Piazón. O jogador assinou um contrato de dois anos com o Wieczysta.

## Seleção Brasileira

### Seleção Brasileira Sub-15
Piazón foi lembrado em maio pelo treinador da seleção sub-15, Leandro Simpson, que convocou o atacante para um período de treinos visando à disputa do Sul-Americano da categoria.
Depois da conquista da Copa Nike, Piazón foi à Bolívia representar a Seleção Brasileira na disputa do Sul-Americano Sub-15. Titular daquele time, Lucas debutou em torneios internacionais de seleções.

### Seleção Brasileira Sub-17
Foi convocado pelo técnico Emerson Ávila para disputar o Sul Americano Sub-17 em 2011 a ser disputado no Equador, o torneio deu quatro vagas para disputar o Campeonato Mundial desta categoria, a ser disputado no México ainda em 2011, o primeiro gol de Lucas Piazón nesta competição aconteceu no dia 13 de março de 2011 na vitória brasileira sobre a Venezuela pelo placar de 4-3.

## Gols internacionais

### Sub-17
| #  | Data                | Local                                       | Adversário      | Placar | Resultado | Competição                |
| -- | ------------------- | ------------------------------------------- | --------------- | ------ | --------- | ------------------------- |
| 1. | 13 de março de 2011 | Estádio Olímpico de Ibarra, Ibarra, Equador | Venezuela       | 3x3    | 4–3       | Sul-Americano Sub-17 2011 |
| 2. | 19 de março de 2011 | Estádio Olímpico de Ibarra, Ibarra, Equador | Paraguai        | 1–0    | 1–2       | Sul-Americano Sub-17 2011 |
| 3. | 6 de abril de 2011  | Estádio Olímpico Atahualpa, Quito, Equador  | Paraguai        | 3–1    | 3–1       | Sul-Americano Sub-17 2011 |
| 4. | 26 de junho de 2011 | Estádio Omnilife, Guadalajara, México       | Costa do Marfim | 1–0    | 3–3       | Mundial Sub-17 2011       |

### Sub-21
| #  | Data               | Local                                | Adversário | Placar | Resultado | Competição                              |
| -- | ------------------ | ------------------------------------ | ---------- | ------ | --------- | --------------------------------------- |
| 1. | 30 de maio de 2014 | Estádio Léo Lagrange, Toulon, França | Catar      | 5–0    | 7–0       | Torneio Internacional de Toulon de 2014 |

## Títulos
São Paulo Sub-20
- Copa São Paulo de Futebol Júnior: 2010

Seleção Brasileira Sub-17
- Campeonato Sul-Americano: 2011

Chelsea Sub-18
- FA Youth Cup: 2011/12

Fulham
- EFL Championship play-offs: 2018[19]

Braga
- Taça de Portugal: 2020–21[20]

Seleção Brasileira Sub-20
- Torneio Internacional de Toulon: 2014

Botafogo
- Taça Rio: 2023

Individual
- Chelsea Young Player of the Year: 2011–2012